# Таможенный крейсер
Таможенный крейсер (англ. revenue cutter) — специально оснащённое и вооружённое судно, основным назначением которого было пресечение контрабанды.
В Российской империи таможенное крейсерство законодательно было введено в конце XIX века для защиты экономических интересов государства и его граждан. Сутью таможенного крейсерства стало учреждение специальных кораблей и судов, которые должны были противодействовать контрабанде в морской таможенной полосе. Российский император Александр II 4 (16) июля 1873 года учредил Положение о Балтийской таможенной крейсерской флотилии, которая находилась в составе таможенного ведомства до 1898 года. После этого её перевели в подчинение Отдельному корпусу пограничной стражи, где преобразовали в Крейсерскую флотилию Отдельного корпуса пограничной стражи. На Дальнем Востоке в морской таможенной полосе для ведения таможенного крейсерства привлекались корабли Тихоокеанской эскадры и Сибирской военной флотилии.